# Feministická teorie
Feministická teorie (anglicky Feminist Theory) je soubor teorií zabývajících se teoretickými, fiktivními a psychologickými aspekty feminismu. Jejím hlavním cílem je porozumět genderové nerovnosti. Zaměřuje se především na role mužů a žen ve společnosti a na feministickou politiku napříč různými obory, jako jsou antropologie, sociologie, politologie, literatura a vzdělávání.
Termín Feminist Theory může rovněž odkazovat na stejnojmenný recenzovaný akademický časopis zaměřený na genderová a ženská práva. 

## Historie
Marxismus a socialismus představují klíčové prvky ve formování feministické teorie. Její počátky lze ale vysledovat již na konci 18. století, přičemž výrazný nárůst popularity nastal v 70. a 80. letech 20. století. 
Podle Clare Burtonové (2014) má feministická teorie své kořeny v marxismu, přičemž se zvláště zaměřuje na dílo Friedricha Engelse jako na možný výchozí bod.  Nicméně publikace zabývající se feministickou teorií existují již od 18. století. Mezi nejranější literární díla patří Obrana práv žen (A Vindication of the Rights of Woman, 1792) od britské filozofky a spisovatelky Mary Wollstonecraftové. Tato kniha prosazuje názory ve prospěch posílení ženských práv ve vzdělání, politice, manželství a společnosti.
Wollstonecraftová byla při psaní inspirována méně známou americkou autorkou Judith Sargentovou Murrayovou. Obě tyto ženy později ovlivnily amerického spisovatele Charlese Brockdena Browna, který v roce 1797 vydal dílo Dialogues of Alcuin. V anglicky mluvícím světě pak další významná feministická literatura nevyšla až do roku 1824, kdy americký spisovatel John Neal publikoval knihu Men and Women: Brief Hypothesis Concerning the Difference in their Genius. V této knize Neal rozvíjel myšlenku Judith Murrayové a Mary Wollstonecraftové, ale zároveň zdůraznil zásadní myšlenku, že ženy se od mužů v lecčems liší, to však neznamená, že by byly méněcenné.